# San José Tepenene
San José Tepenene es una localidad de México perteneciente al municipio de El Arenal en el estado de Hidalgo.

## Toponimia
José en honor a San José, santo católico; y Tepenene del náhuatl, Tepe-nenetl, tepetl, cerro, nenetl, ídolo que representa un niño.

## Geografía
A la localidad le corresponden las coordenadas geográficas 20° 12’ 22.662” de latitud norte y 98° 53’ 16.207” de longitud oeste, con una altitud de 2078 m s. n. m. Se encuentra a una distancia aproximada de 2.93 kilómetros al sureste de la cabecera municipal, El Arenal.
En cuanto a fisiografía se encuentra dentro de las provincia del Eje Neovolcánico, dentro de la subprovincia de Llanuras y Sierras de Querétaro e Hidalgo; su terreno es de llanura y lomerío. En lo que respecta a la hidrografía se encuentra posicionado en la región del río Panuco, dentro de la cuenca del río Moctezuma, en la subcuenca del río Actopan. Cuenta con un clima semiseco templado.

## Demografía
En 2010 registró una población de 2243 personas, lo que corresponde al 11.31 % de la población municipal. De los cuales 1083 son hombres y 1160 son mujeres. Tiene 397 viviendas particulares habitadas.
| Gráfica de evolución demográfica de San José Tepenene entre 1921 y 2020                      |
|                                                                                              |
| Población de los censos y conteos del Instituto Nacional de Estadística y Geografía (INEGI). |

## Economía
La localidad tiene un grado de marginación bajo y un grado de rezago social muy bajo.